# Scherpenzeel
Scherpenzeel – gmina w prowincji Geldria w Holandii.